# College O.-L.-V.-ten-Doorn

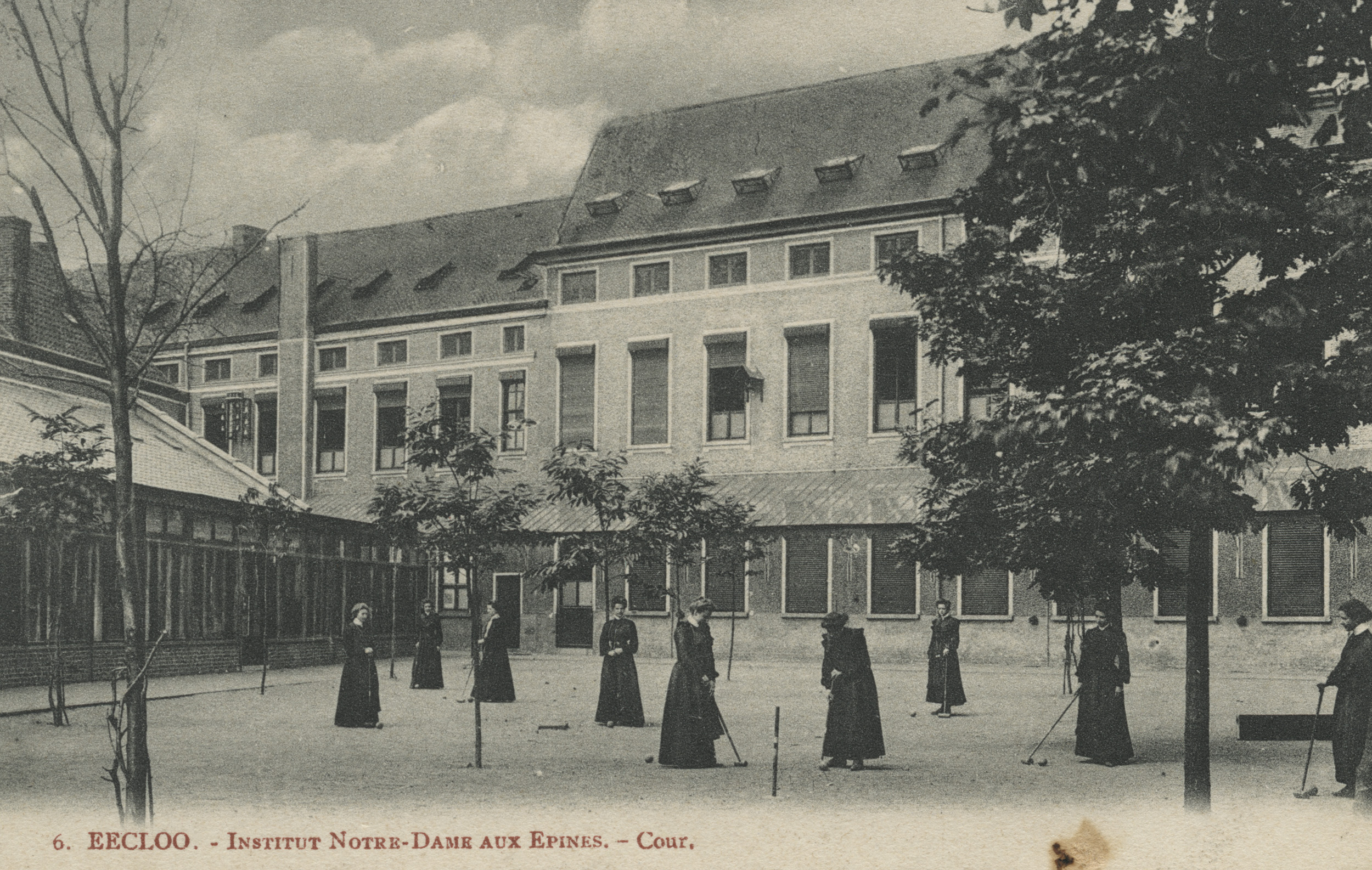
Het College O.-L.-V.-ten-Doorn van Eeklo in vroegere tijden (tussen 1910 en 1919?)

Het College O.-L.-V.-ten-Doorn, tegenwoordig College ten Doorn genoemd, is een katholieke school voor basis- en secundair onderwijs in Eeklo. De school is vernoemd naar het 15e-eeuws miraculeuze Mariabeeldje dat zich in de kapel van het klooster- en scholencomplex aan de Zuidmoerstraat bevindt.
De historische archieven van de school worden bewaard in het Erfgoedhuis | Zusters van Liefde te Gent.
Het instituut Onze-Lieve-Vrouw ten Doorn was een meisjesschool te Eeklo. Men kon er naar school van kleuter tot student in het regentaat. Tegenwoordig is deze school gefuseerd met het Sint-Vincentiuscollege en het Sint-Leoinstituut en kennen we deze school beter onder de naam 'College O.-L.-V.-ten-Doorn' te Eeklo.

## Geschiedenis
Oorspronkelijk stond in de huidige Zuidmoerstraat een kleine kapel, “Engelendale”, met een donkerhouten beeld van Maria en Jezus. In 1449 werd op aanvraag van de lokale kerkelijke en wereldlijke overheid bezit genomen van het vervallen kapelletje.
Als gevolg van de opstand van de Gentenaren tegen de toenmalige graaf van Vlaanderen, Filips van Bourgondië werd de stad Eeklo en dus ook de kapel in 1452 gedeeltelijk verwoest.
In 1456 gingen de herstellingen van het kapelletje door en maakten ze de verdere opbloei van een jonge kloostergemeenschap mogelijk.
In 1578 werden zowel de kapel als het klooster in puin gelegd en de zusters vluchtten met het Mariabeeld naar Brugge en later naar Gent. Daar begonnen ze een nieuwe kloostergemeenschap.
In 1640 werd een plan opgevat om in Eeklo een klooster voor minderbroeders op te richten.
Ze wilden een volledige opbouw van een franciscanenklooster op dezelfde plaats van het klooster van de vroegere zusters. 
Op het einde van de achttiende eeuw had de verlichte politiek van Keizer Jozef II tot gevolg dat er zeshonderd contemplatieve kloosters werden afgeschaft, onder andere het klooster van de zusters die zich met het Mariabeeld in Gent hadden gevestigd. Ze wilden het beeldje daarom terugbrengen naar de plaats waar het vereerd wilde worden.
Tijdens de Franse Revolutie werden kerkelijke goederen genationaliseerd en verkocht om openbare schulden te dekken. Men had er tijdig voor gezorgd om het miraculeuze beeldje in bescherming te brengen.

## Onderwijs
Vanaf 1842 is er de wet die de gemeente voor haar onderwijs verantwoordelijk stelt en vinden we duidelijkere stadsverslagen over de onderwijssituatie:
De naam “Engelendale” maakte plaats voor “Onze-Lieve Vrouw ten Doorn”.
In de eerste jaren van het onderwijs treffen we verschillende afdelingen aan die voldoen aan het economisch klimaat van de 19e eeuw.
- 1832: “Armenschool”, kosteloos onderricht voor meisjes uit arbeidersgezinnen
- 1832: “Externaat”, betalend onderricht voor kinderen uit gegoede gezinnen
- 1834: “Handwerkklas”, kantschool
- 1835: “Pensionaat”, betalend onderricht en voltijds verblijf voor kinderen uit gegoede gezinnen
- 1836: “Zondagschool”
- 1872: “Half-internen”

In 1869 kwam de eerste gediplomeerde onderwijzeres, Marie-Françoise Dumoulin, in Eeklo.

## Verschillende afdelingen
Er bestond in de eerste helft van de 19e eeuw een kostschool in Zaffelare waar de jonge zusters een opleiding konden genieten. Dit was een beginnende normaalschool.
Na de schoolstrijd kwam een wet op het normaalonderwijs en werd de normaalschool in Zaffelare ook erkend. In 1886 werd deze normaalschool overgebracht naar Eeklo.
In oktober 1886 waren er 28 normalisten ingeschreven in Onze-Lieve Vrouw ten Doorn.
In 1894 hechtte men aan de bestaande Normaalschool een afdeling regentaat.
In het begin had men ook een voorbereidende afdeling waarin de studentes zich één of twee jaar konden voorbereiden. Dit werd rond 1955 afgeschaft.
Op de school waren in de loop der jaren nog meer afdelingen:
- Oxfordafdeling (1907-1945): Hier konden Britse studentes het ‘preliminary’, ‘junior’, ‘senior exam’ en ‘matriculation’ afleggen om zo in Oxford of Cambridge binnen te raken.
- Handelsschool: autonome afdeling waar men hogere handelsstudies kon aanvatten.
- Sint-Paulusafdeling: aanvulling voor de reeds bestaande hogere cursussen.

In 1919 besliste men met het beroepsonderwijs te starten. In 1920 werd de Sint-Annaberoepsschool opgericht. Aanvankelijk was dit enkel voor externen. In 1932 werd dit ook voor internen mogelijk en zo groeide het aantal leerlingen snel aan.
Vanaf de jaren vijftig evolueerde de school van een gesloten naar een open instelling. Elke afdeling was een klein eiland met eigen gebouw, eigen regels enz. Na de Tweede Wereldoorlog kwam de verdere uitbouw weer op gang, zelfs extramuraal. De afdelingen van het lager onderwijs kwamen erbij.
In de jaren 70 begint het Ten Doorn in de kleuterklas en eindigt het in het rustoord van de zusters.
In september 1971 voerde Ten Doorn het vso (vernieuwd secundair onderwijs) in.
Aan het einde van de 20e eeuw fuseerde de school met het Sint-Vincentiuscollege en het Sint-Leoinstituut tot vorming van het College O.-L.-V.-ten-Doorn. Tijdens het schooljaar 1998-1999 werd de eerste graad gemengd en zo bouwde men langzaam aan op. In 2001 werd de fusie afgerond.
In 2012 breidde de school verder uit en de VZW COLT (het schoolbestuur dat tevens de basisscholen De Meidoorn, De Wegel en Sint-Jozef & Sint-Janneke beheert) fuseert met het schoolbestuur van Sint-Antonius die beheerder is van Basisschool Sint-Antonius uit Balgerhoeke (een parochie in het noorden van Eeklo).
Deze fusie zorgt voor een verdere samensmelting van het College Onze-Lieve-Vrouw Ten Doorn en de scholengemeenschap KaBoE (Katholiek Basisonderwijs Eeklo).
Dit maakt dat COLTD de overkoepelende noemer is voor volgende scholen:
- Basisschool De Meidoorn: een samensmelten van de vroegere Broederschool in de Zuidmoerstraat, de basisschool van het Sint-Vincentius College en de basisschool van Ten Doorn
- De Wegel: een samensmelten van het vroegere Sint-Beatrijs (meisjesschool) en de recht tegenover gelegen Broederschool in de B.L. Pussemierstraat en het Lekehofje (kleuterschooltje dat zijn deuren heeft gesloten op 30 juni 2014)
- Sint-Jozef en Sint-Janneke: zoals de naam laat vermoeden: een samengaan van Basisschool Sint-Jozef en een wijkschooltje met enkel kleuterafdeling Sint-Janneke.
- Sint-Antonius: Basisschool Sint-Antonius.

In 2017 veranderde College O.-L.-V.-ten-Doorn zijn naam in College ten Doorn.